# Diocèse d'Orléans
Le diocèse d'Orléans est un diocèse catholique français, qui correspond aux limites du département du Loiret (région Centre-Val de Loire) depuis la Révolution française. Il est suffragant de l'archidiocèse de Tours depuis 2002.
La cathédrale est Sainte-Croix d'Orléans.

## Histoire
Le diocèse d'Orléans a été fondé au IIIe siècle.
Avant 1789, le diocèse s'étend sur la moitié ouest du Loiret, avec des extensions dans le département d'Eure-et-Loir (quelques paroisses) et un tiers du département de Loir-et-Cher (au sud-est). Le reste du département du Loiret relève alors du diocèse de Chartres puis du diocèse de Blois à partir de 1697 (quelques paroisses, à l'ouest du département) ; de l'archidiocèse de Sens (environ 2/5, à l'est et au nord du département) ;  du diocèse de Bourges (quelques paroisses au sud-est du département) ; du diocèse d'Auxerre (quelques paroisses au sud-est du département).
Le diocèse d’Orléans a fait successivement partie de la province ecclésiastique de  Sens jusqu'en 1622, de Paris de 1622 à 1966, de Bourges de 1966 à 2002 et de Tours depuis 2002.

## Géographie
Le diocèse est divisé en quatre zones pastorales, 18 doyennés et 294 paroisses, dont 48  possèdent un curé résident au 15 novembre 2004. 

### Zone pastorale d'Orléans
La zone pastorale d'Orléans est la seule zone majoritairement urbaine. Composée de huit doyennés, elle correspond approximativement aux contours d'Orléans Métropole.
| Doyennés                      | Groupements paroissiaux              | Paroisses | Édifices notables                                                                       |
| ----------------------------- | ------------------------------------ | --- | --------------------------------------------------------------------------------------- |
| Orléans-Centre                | Cathédrale Sainte-Croix              | Saint-Paul - Notre-Dame de Recouvrance, Centre Saint-Pierre-du-Martroi                                            | cathédrale Sainte-Croix, Notre-Dame-de-Recouvrance, Saint-Paul, Saint-Pierre du Martroi |
| Orléans-Centre                | Saint-Paterne et Sainte-Jeanne-d'Arc | | église Saint-Paterne d'Orléans                                                          |
| Orléans-Centre                | Sanctuaire Notre-Dame des Miracles   | |                                                                                         |
| Orléans-Centre                | Saint-Donatien                       | |                                                                                         |
| Orléans-Centre                | Saint-Laurent                        | |                                                                                         |
| Orléans-Centre                | Saint-Vincent                        | |                                                                                         |
| Orléans-Centre                |                                      | Communauté Saint-Aignan                                                                                           | collégiale Saint-Aignan                                                                 |
| Orléans-Est                   |                                      | Saint-Jean-de-Braye                                                                                               | Saint-Jean-Baptiste de Saint-Jean-de-Braye                                              |
| Orléans-Est                   | Saint-Jean-Bosco                     | |                                                                                         |
| Orléans-Est                   | Saint-Marc                           | |                                                                                         |
| Orléans-Nord                  |                                      | Notre-Dame de Consolation                                                                                         |                                                                                         |
| Orléans-Nord                  | Fleury-les-Aubrais                   | Fleury-les-Aubrais, Chanteau, Semoy                                                                               |                                                                                         |
| Orléans-Nord                  | Saran                                | |                                                                                         |
| Orléans-Ouest                 |                                      | Saint-Jean-de-la-Ruelle                                                                                           | chapelle de l'Immaculée de Saint-Jean-de-la-Ruelle                                      |
| Orléans-Ouest                 | La Chapelle-Saint-Mesmin             | La Chapelle-Saint-Mesmin, Chaingy, Saint-Ay                                                                       | Saint-Mesmin de La Chapelle-Saint-Mesmin                                                |
| Orléans-Ouest                 | Ingré                                | Ingré, Ormes, Bucy-Saint-Liphard                                                                                  | Saint-Loup d'Ingré                                                                      |
| Orléans-Sud - Rives du Loiret |                                      | Saint-Martin d'Olivet                                                                                             |                                                                                         |
| Orléans-Sud - Rives du Loiret | Notre-Dame du Val d'Olivet           | |                                                                                         |
| Orléans-Sud - Rives du Loiret | Saint-Hilaire-Saint-Mesmin           | |                                                                                         |
| Orléans-Sud - Rives du Loiret | Saint-Pryvé-Saint-Mesmin             | |                                                                                         |
| Orléans-Sud - Rives de Loire  |                                      | Saint-Marceau d'Orléans                                                                                           |                                                                                         |
| Orléans-Sud - Rives de Loire  | Saint-Denis-en-Val                   | |                                                                                         |
| Orléans-Sud - Rives de Loire  | Saint-Jean-le-Blanc                  | |                                                                                         |
| Orléans-Sud - Rives du Dhuy   |                                      | Saint-Yves d'Orléans-la-Source                                                                                    |                                                                                         |
| Orléans-Sud - Rives du Dhuy   | Sandillon                            | |                                                                                         |
| Orléans-Sud - Rives du Dhuy   | Saint-Cyr-en-Val                     | |                                                                                         |
| Bionne                        | Bionne                               | Boigny-sur-Bionne, Bou, Chécy, Combleux, Donnery, Loury, Mardié, Marigny-les-Usages, Rebréchien, Trainou, Vennecy | Saint-Georges de Bou, Saint-Pierre de Chécy, Saint-Martin de Mardié                     |

### Zone pastorale de la Beauce
La zone pastorale de la région naturelle de la Beauce est à dominante rurale, à l'exception des périphéries des villes de Malesherbes et Pithiviers. Elle se compose de trois doyennés. 
| Doyennés          | Groupements paroissiaux                                    | Paroisses | Édifices notables                                                                                                   |
| ----------------- | ---------------------------------------------------------- | --- | --- |
| Beauce-Pithiviers | Beaune-Boiscommun                                          | Barville-en-Gâtinais ; Batilly-en-Gâtinais - Saint-Michel ; Beaune-la-Rolande ; Chambon-la-Forêt ; Courcelles ; Égry ; Gaubertin ; Juranville ; Montliard ; Nancray-sur-Rimarde ; Nibelle ; Saint-Loup-des-Vignes                                                                                    | Saint-Martin de Beaune-la-Rolande, Saint-Jacques-le-Majeur de Courcelles                                            |
| Beauce-Pithiviers | Malesherbes                                                | Labrosse, Mainvilliers, Malesherbes, Nangeville, Orveau | |
| Beauce-Pithiviers | Pithiviers                                                 | Ascoux, Bouilly-en-Gâtinais, Boynes, Engenville, Escrennes, Estouy, Givraines, Guigneville, Manchecourt, Pithiviers, Pithiviers-le-Vieil, Ramoulu, Vrigny, Yèvre-la-ville | Saint-Salomon-et-Saint-Grégoire de Pithiviers, collégiale Saint-Georges de Pithiviers, Saint-Hilaire de Guigneville |
| Beauce-Pithiviers | Puiseaux                                                   | Augerville-la-rivière, Aulnay-la-Rivière, Auxy, Beaumont-du-Gâtinais, Boësses, Briarres-sur-Essonne, Bromeilles, Desmonts, Dimancheville, Échilleuses, Grangermont, La-Neuville-sur-Essonne, Ondreville, Orville, Puiseaux                                                                           | Saint-Germain de Boësses                                                                                            |
| Beauce-Pithiviers | Sermaises-Autruy                                           | Autruy-sur-Juine, Audeville, Intville, Morville-en-Beauce, Pannecières, Rouvres-Saint-Jean, Sermaises, Thignonville | Saint-Martin-et-Saint-Loup de Sermaises                                                                             |
| Centre-Beauce     | Aschères-le-Marché - Bazoches-les-Gallerandes - Outarville | Aschères-le-Marché, Bazoches-les-Gallerandes, Châtillon-le-Roi, Chaussy, Greneville-en-Beauce, Guignonville, Izy, Jouy-en-pithiverais, Oison, Tivernon, Outarville, Allainville, Andonville, Boisseaux, Charmont-en-Beauce, Erceville, Faronville, Léouville, Saint-Péravy-Epreux, Teillay-le-Gaudin | Saint-Pierre-ès-Liens de Greneville                                                                                 |
| Centre-Beauce     | Chilleurs-aux-Bois - Neuville-aux-Bois - Saint-Lyé         | Chilleurs-aux-Bois, Attray-Montigny, Courcy-aux-Loges, Mareau-aux-Bois, Santeau, Neuville-aux-Bois, Bougy-lez-Neuville, Crottes-en-Pithiverais, Saint-Lyé, Teillay-Saint-Benoit, Villereau | Saint-Georges de Mareau-aux-Bois                                                                                    |
| Beauce-Patay      | Artenay                                                    | Artenay | |
| Beauce-Patay      | Chevilly                                                   | Chevilly, Boulay-les-Barres, Bricy, Cercottes, Gidy, Sougy-Huêtre | |
| Beauce-Patay      | Épieds-en-Beauce                                           | Épieds-en-Beauce, Charsonville, Coulmiers, Gémigny, Saint-Péravy - Saint-Sigismond, Tournoisis, Villamblain | |
| Beauce-Patay      | Patay                                                      | Patay, Coinces | |

### Zone pastorale du Gâtinais et du Giennois
Cette zone recouvre une partie des régions naturelles du Gâtinais, du Giennois et du Berry. Elle se compose d'un doyenné urbain comprenant la communauté d'agglomération montargoise et rives du Loing, et de quatre doyennés ruraux. 
| Doyennés               | Communes                                                   | Paroisses et groupements paroissiaux  | Édifices notables |
| ---------------------- | ---------------------------------------------------------- | ------------------------------------- | ----------------- |
| Urbain de Montargis    | Amilly, Cepoy, Châlette-sur-Loing, Montargis, Villemandeur | 6 paroisses                           |                   |
| Rural de Montargis     |                                                            | 4 paroisses                           |                   |
| Gâtinais-Est           |                                                            | 5 paroisses                           |                   |
| Gâtinais-Sud           |                                                            | 5 paroisses                           |                   |
| Giennois-Puisaye-Berry |                                                            | 1 paroisse et 1 groupement paroissial |                   |

### Zone pastorale du Val de Loire et de Sologne
Cette zone pastorale comprend une partie de la région naturelle du Val de Loire hors de l'agglomération orléanaise ainsi que le nord de la région naturelle de la Sologne. Elle comprend quatre doyennés ruraux. 
| Doyennés         | Communes | Paroisses et groupements paroissiaux | Édifices notables                   |
| ---------------- | -------- | ------------------------------------ | ----------------------------------- |
| Val-Saint-Benoît |          | 7 paroisses                          | Abbaye de Saint-Benoît-sur-Loire    |
| Val-Forêt        |          | 5 paroisses                          |                                     |
| Val-Ouest        |          | 2 paroisses                          |                                     |
| Cléry-Sologne    |          | 1 groupement et 4 paroisses          | Saint-Aubin de La Ferté-Saint-Aubin |

## Effectifs
Au 1er novembre 2005, 132 prêtres séculiers sont incardinés dans le diocèse, dont 93 y exercent un ministère effectif. En outre, 20 prêtres incardinés dans un autre diocèse résident dans le diocèse d'Orléans, dont 17 avec un ministère effectif. Le diocèse compte aussi 17 religieux ou membres de sociétés de prêtres. À la même date, le clergé comprend également 33 diacres permanents. 
Par ailleurs, en 2005, 33 laïcs se sont vu confier une mission diocésaine.  

## Communautés religieuses
Le diocèse abrite six maisons d'instituts masculins dont le plus célèbre est l'abbaye de Saint-Benoît-sur-Loire. Les instituts féminins sont au nombre de deux pour les congrégations de vie contemplative et de 19 de vie apostolique, aux effectifs réduits. Sept instituts séculiers sont également présents dans le diocèse.

## Affaires de mœurs
Le prêtre Loïc Barjou, est condamné en 2006 par la cour d'assises du Var, pour des agressions commises notamment quand il est curé à Meung-sur-Loire.
L’affaire André Fort - Pierre de Castelet concerne l'évêque du diocèse d'Orléans, André Fort, condamné en novembre 2018, à  huit mois de prison avec sursis, pour ne pas avoir signalé à la justice les agissements pédocriminels de l'abbé Pierre de Castelet, lui même condamné à trois années d'emprisonnement dont deux ferme lors du même procès. André Fort est le deuxième évêque français à être condamné pour non-dénonciation d'actes de  pédophilie après, en 2001, Pierre Pican évêque du diocèse de Bayeux et Lisieux,.
En 2018 le recteur de la basilique Notre-Dame de Cléry, Olivier de Scitivaux, est démis de ses fonctions par l'évêque Jacques Blaquart après des accusations de pédophilie. En 2021, après avoir reconnu les agressions devant un juge canonique, Olivier de Scitivaux est exclu de l'état clérical par décision de la Congrégation pour la doctrine de la foi. Reconnu coupable de viols et d'agressions sexuelles, il est condamné, en mai 2024, à 17 ans de réclusion criminelle, assortie d'une période de sûreté de 10 ans.

## Évêque originaire du diocèse d'Orléans
- François Maupu, évêque émérite de Verdun
- Nicolas Souchu, évêque d'Aire et Dax
- Jean-Marc Eychenne, évêque de Grenoble et Vienne